# Astrix
Astrix (אסטריקס; имя при рождении Абрам Шамаилов, после переезда в Израиль — Ави Шмаилов — ивр. אבי שמיילוב‎) — израильский композитор и диджей, работающий в стиле психоделический транс, один из главных представителей его подвида «фулл-он».

## Биография
Родился в СССР в 1980 году, по национальности горский еврей. Вырос и сделал музыкальную карьеру в Тель-Авиве, куда переехал в 1992 году.
Занимается музыкой под псевдонимом Astrix с 1997 года, прославился первыми двумя альбомами Eye to Eye (2002) и Artcore (2004), которые можно образно назвать эталонными образцами «фулл-она». Выпустил также ряд синглов и работ для сборников, в 2007 году анонсировал новый альбом Red Means Distortion, который вышел 27 сентября 2010 года. Нередко ошибочно полагают, что псевдоним взят из книг-комиксов «Астерикс». В интервью британскому сайту Harderfaster.net пояснялось, что псевдоним был выбран просто из-за благозвучия и не несёт абсолютно никакой смысловой нагрузки.
В 2007 году занял 18 место во всемирном рэнкинге диджеев журнала DJMag «Top 100 DJs». Годом ранее занимал 41-е место, в 2005 году — 75-е. Много ездит с выступлениями по разным странам, неоднократно бывал в России, где собирал полные клубы. Также работает с другими музыкантами, такими как Atomic Pulse, John 00 Fleming, G.M.S. и др.

### 1995—2002
Астрикс начал карьеру диджея в 1995, играя альтернативную музыку и музыку 80-х. Стиль транс Астрикс открыл для себя в 1997 году, будучи приглашённым на одну из транс-вечеринок. «Поначалу это казалось новым и очень странным опытом и я не мог найти себя, но я был впечатлён энергией и влиянием, которое эта музыка оказывала на людей вокруг» В 1997 году Астрикс впервые начал экспериментировать со студийной записью дома, используя персональный компьютер. В самом начале своей карьеры — в конце 1990-х гг он писал треки в «nitzhonot» стиле goa-транса. Его первыми треками были «In Peace» и «Eakhis World», оба попали в немало известный сборник nitzhonot-транса «Ptzatzot 3.»

### 2002—2005
В 2002 году Астрикс подписал контракт с одним из ведущих лейблов — HOMmega, и выпустил свой дебютный альбом «Eye To Eye», который получил невероятное признание слушателей. С этого момента Астрикс начал работать ещё над несколькими проектами.
В 2003 году в интервью Астрикс сказал, что работал над 3 альбомами Alien Project, но Ari Linker не упомянул о его вкладе.
Бесконечные туры в поддержку альбома «Eye To Eye» и работа над другими проектами практически не оставляли Ави времени для студийной деятельности. Запись и сведение второго альбома «Artcore» заняли почти два года и он был представлен в 2004 году. «Artcore» был примечателен своей звуковой картиной и показал развитие музыкального стиля Ави. Треки с альбома использовались в фильмах, видеоиграх и в телевизионной рекламе.

### 2005—2010
Теперь, после того, как музыкальный стиль Ави сформировался и стал его визитной карточкой, он занялся формированием своего имиджа, как диджея, сотрудничая и записываясь с ведущими лейблами, в том числе «Nu-clear Visions of Israel» (Tip/2003), «Psychedelic Academy» (Hit Mania/2005) и «Astrix & Friends» (DJ mag/2007). В 2009 Astrix и HOMmega впервые выпустили альбом на флеш-накопителе «One Step Ahead» (HOMmega/2009). Именно этот альбом вознес Ави в TOP 100 DJs по версии DJ MAG и повлек за собой практически безостановочное мировое турне в его поддержку. Астрикс принимал участие в фестивалях по всему миру, включая Dance Valley, SW4, Creamfileds, Love Parade, UAF, Planeta Atlantida и был хэдлайнером в лучших клубах и на лучших площадках таких как Alexandra Palace, Brixton Academy, Pacha, Ministry of sounds, The City, Volume, Nox и других.

### 2010-настоящее время
Последние несколько лет практически не оставляли времени для студийной деятельности, тем не менее Астрикс находил пару часов для работы над своим третьим студийным альбомом Hommega. ‘Red Means Distortion’ стал результатом поздних, полуночных трудов — всё, чтобы оправдать ожидания поклонников, которые терпеливо дожидались нового альбома.
«Acid Rocker» EP, который был выпущен в августе 2010 года, был первой закуской из долгожданного альбома ‘Red Means Distortion’. Как бонусный материал, в него вошли ремиксы на международный хит «Closer To Heaven» от известного диджея Pixel, сопровождаемые вокалом Michele Adamson, а также свежие ремиксы на, уже ставший классикой, «Eye To Eye». В сентябре, через месяц после релиза EP «Acid rocker», был выпущен долгожданный четвёртый альбом ‘Red Means Distortion’
Начиная с августа 2010 Астрикс занялся микс-сессией под названием «Trance for Nations».
В апреле 2016 года на лейбле Hom-mega выходит пятый альбом "He.Art"

## Рейтинг
- 2005 Мировой рейтинг DJMag: 75 место
- 2006 Национальный рейтинг WorldDJ: 3 место
- 2006 Мировой рейтинг DJMag: 41 место
- 2007 Национальный рейтинг WorldDJ: 3 место
- 2007 Мировой рейтинг DJMag: 18 место
- 2008 Мировой рейтинг DJMag: 43 место
- 2009 Мировой рейтинг DJMag: 55 место

## Дискография
- Eye To Eye (CD)' (HOM-Mega Productions)
- Coolio (EP) (HOM-Mega Productions) (2004)
- Artcore (CD) (HOM-Mega Productions) (2004)
- Future Music (EP) — (Spiraltrax Label Group) (2007)
- Future Music (CD) (HOM-Mega Productions) (2007)
- Closer To Heaven (EP) (Tokyo Productions) (2007)
- One Step Ahead (CompactStick) (HOM-Mega Productions) (2008)
- Acid Rocker (EP) (HOM-Mega Productions) (2010)
- Red Means Distortion (CD) (HOM-Mega Productions) (2010)
- Lost Inside (Outsiders Remix) (EP) (HOM-Mega Productions) (2011)
- Reunion (EP) (Plastik Park) (2011)

## Дискография (прочее)
- Compilation Psychedelic Academy Mixed By Astrix (2CD) (Hit Mania) (2005)
- Astrix The Red Sun Psy Man (CD) (???) (2005)
- Compilation The History Of Goa Trance Vol.2 Sound Of HOMmega (2CD) (Yellow Sunshine Explosion) (2008)
- Compilation Heat Seekers Israeli Trance Allstars (CD) (HOM-Mega Productions) (2009)

## Треки и ремиксы, вышедшие на сборниках
Название трека: Исполнитель — Альбом/Сборник
- Chaos: Digital Oracle
- Poison (Wrecked Machines rmx): Map Of Goa Vol.3
- Future Music: Goa Neo Full On Vol.4
- Closer To heaven: Compilation Neo Full ON

## Видео DVD Vision Quest
- The Gathering Vision Quest 2002 (DVD) ---------------- (Vision Quest Productions) (2002)
- The Gathering Vision Quest 2003 (DVD) ---------------- (Vision Quest Productions) (2003)
- The Gathering Vision Quest 2004 (DVD) ---------------- (Vision Quest Productions) (2004)
- The Gathering Vision Quest 2005 (2DVD) ---------------- (Vision Quest Productions) (2005)
- The Gathering Vision Quest 2006 (2DVD) ---------------- (Vision Quest Productions) (2006)
- The Gathering Vision Quest 2007 (2DVD) ---------------- (Vision Quest Productions) (2007)

## Видео DVD (прочее)
- Compilation X-Mode Vol.6 Back To The Future (DVD) ---------------- (Tokyo X-Ray Studios Productions) (2004)
- Compilation Supervision NTSC (DVD) ---------------- (Tip World Productions) (2006)
- Compilation Supervision PAL (DVD) ---------------- (Tip World Productions) (2006)
- Boom Festival 2008 We Are All — PAL (DVD) ---------------- (GoodMood Productions) (2009)
- Boom Festival 2008 We Are All — NTSC (DVD) ---------------- (GoodMood Productions) (2009)
- Compilation The Beach 2009 (DVD) ---------------- (FinePlay Records Productions) (2009)